# 任孔當
任孔當（？—？），字任之，號貞野，山东兖州府济宁州人。明朝政治人物。

## 生平
崇祯六年（1633年）癸酉科山东乡试举人，崇祯十三年（1640年）庚辰科進士，兵部观政，官阳曲县知县，时亢旱，躬祷小五台山，大雨立降，晋王书“真民父母”四字旌之。寻丁外艰，起复，阳曲民羣诣晋府求再借任公，朝廷如其请，及旨下而晋阳已陷于贼矣。甲申家居，值寇变，孔当倡义杀贼，锋既交，有贼突持之，几殆，赖翼者获免。及寇歼而乡勇头目杨九骄横难制，且不测，孔当一以巽顺待之，杨九感悟，顿首服众，推孔当监军，传檄兖属二十七城，望风响应，声动江淮。孔当负母南行，督师史可法招署兵部郎，赞幕府，不就，寄迹吴越间。丁母忧，扶柩归里，筑室于城南道院，自号鲁狷者。总河杨方兴、御史赵弘文欲荐之，曰尧舜之世尚有巢田。旋卒。孔当尝寓峄山，施方药，来者悉劝以忠孝，土人感之，肖像古庙中，祀乡贤祠。

## 家族
弟任孔昭，字潜夫，登顺治十八年进士第，授四川太平知县。